# Guerra di successione portoghese
La guerra di successione portoghese, risultato dell'estinzione della casata reale del Portogallo a seguito della Battaglia di Alcácer Quibir e della successiva crisi di successione portoghese del 1580, venne combattuta tra il 1580 ed il 1583 tra i due principali pretendenti al trono portoghese: Antonio, priore di Crato, proclamato re del Portogallo in alcune città, ed il suo cugino di primo grado Filippo II di Spagna, il quale riuscì poi a reclamare per sé la corona portoghese, proclamandosi Filippo I del Portogallo.

## Il re-cardinale
Il cardinale Enrico, prozio di Sebastiano I del Portogallo, era divenuto regnante poco dopo la morte di Sebastiano stesso. Enrico aveva servito come reggente al trono per Sebastiano dal 1557, ed era riuscito a succedergli come re dopo la disastrosa Battaglia di Alcácer Quibir del 1578. Enrico rinunciò al suo status ecclesiastico per sposarsi e continuare la dinastia degli Aviz, ma papa Gregorio XIII, vicino alla casata degli Asburgo, non gli concesse la possibilità di rinunciare ai propri voti. Il re-cardinale morì due anni dopo, senza la nomina di un consiglio di reggenza per la scelta del suo successore.

## Pretendenti al trono
La nobiltà portoghese era preoccupata per il mantenimento della propria indipendenza e cercò pertanto aiuti esterni per la scelta del nuovo re. Da quel momento in poi il trono portoghese venne disputato tra diversi pretendenti; tra questi vi erano la duchessa Caterina di Braganza (1540–1614), suo nipote Ranuccio I Farnese, duca di Parma, Filippo II di Spagna e Antonio, priore di Crato. La duchessa verrà in seguito riconosciuta come legittima erede dagli Asburgo quando un suo discendente, Giovanni IV del Portogallo, otterrà il trono nel 1640, ma all'epoca ella era solo una dei possibili eredi. Secondo il costume feudale, il figlio primogenito di sua sorella Ranuccio, un italiano, era l'erede più accreditato, seguito dalla stessa duchessa, e solo in seguito da re Filippo. Filippo II di Spagna era uno straniero (anche se sua madre era portoghese) e discendente di Manuele I per linea femminile; Antonio, per quanto nipote per linea maschile di Manuele I, era nipote illegittimo.
Ranuccio Farnese (1569–1622), duca ereditario di Parma e Piacenza, era figlio di Maria d'Aviz (figlia primogenita di Edoardo del Portogallo, IV duca di Guimarães, l'unico dei figli maschi di Manuele I del Portogallo ad avere avuto discendenti viventi nel 1580) e di Alessandro Farnese, duca di Parma e Piacenza. Ranuccio aveva, secondo il costume feudale portoghese basato sulla primogenitura, la precedenza al trono del Portogallo in seguito alla scomparsa del prozio Enrico I del Portogallo. Tuttavia suo padre era alleato nonché suddito del re di Spagna, altro contendente nella lotta, e i diritti di Ranuccio non vennero fatti valere all'epoca. La guerra di successione del Portogallo ebbe inizio quando Ranuccio aveva appena 11 anni. Ad ogni modo Ranuccio divenne duca regnante di Parma nel 1592.
Al contrario la sorella minore della madre di Ranuccio, Caterina, duchessa di Braganza, molto ambiziosamente reclamava per sé il trono, ma fallì nella sua scalata al potere. Caterina aveva sposato il duca Giovanni I di Braganza (discendente in linea maschile da Alfonso I di Braganza, figlio illegittimo di Giovanni I del Portogallo, il quale a sua volta era nipote del duca Giacomo di Braganza, erede legittimo al trono del Portogallo in quanto figlio dell'infanta Isabella del Portogallo, sorella di Manuele I e figlia dell'infante Ferdinando, duca di Viseu, figlio secondogenito di re Duarte I del Portogallo. La duchessa ebbe anche un figlio, don Teodosio di Braganza, che fu il suo erede. Le pretese della duchessa erano relativamente forti dal momento che erano rafforzate dalla posizione del marito come uno degli eredi legittimi al trono; entrambi pertanto erano candidati al trono. Inoltre la duchessa viveva in Portogallo e non all'estero, e non era minorenne, ma aveva già 40 anni. La sua unica debolezza era il fatto di essere una donna (il Portogallo non riconosceva regine regnanti) e di essere una figlia secondogenita.

Stemma di Filippo II di Spagna come re del Portogallo.

Secondo l'antico costume feudale, la linea di successione al trono portoghese avrebbe dovuto essere la seguente:
- Ranuccio I Farnese, duca di Parma (figli dell'infanta Maria di Guimarães, figlia primogenita dell'infante Duarte, IV duca di Guimarães, figlio minore di Manuele I del Portogallo, unico che ebbe discendenti viventi nel 1580) ed i suoi fratelli e sorelle.
- Caterina di Braganza (figlia minore di Duarte del Portogallo, sorella minore di Maria) ed i suoi figli.
- Filippo II di Spagna (figlio di Isabella del Portogallo, figlia primogenita di Manuele I del Portogallo) ed i suoi figli.
- Maria di Spagna, imperatrice del Sacro Romano Impero (figlia di Isabella del Portogallo, sorella di Filippo) ed i suoi figli.
- Emanuele Filiberto di Savoia (figlio di Beatrice del Portogallo, figlia minore di Manuele I del Portogallo) ed i suoi figli.
- Giovanni I di Braganza (marito di Caterina di Braganza e pronipote di Isabella del Portogallo, sorella minore di Manuele I) ed i suoi figli.

## La successione
Sia Antonio che Filippo erano entrambi nipoti di re Manuele I del Portogallo:
- Antonio godeva di un supporto ampio in Portogallo e nel nascente impero portoghese. Uno dei motivi era che egli risiedeva in Portogallo. Egli era ad ogni modo discendente di una linea bastarda (in quanto nipote tramite suo padre Luigi, duca di Beja).
- Filippo era, per contro, il primo nipote, ma discendeva da una linea legittima ma femminile, tramite sua madre, l'infanta Isabella del Portogallo. Pur avendo trascorso la maggior parte della sua vita in Spagna, l'alta nobiltà ed il clero portoghesi supportarono le pretese di Filippo di Spagna.

## La guerra
Il 24 luglio 1580 Antonio si autoproclamò re del Portogallo e dell'Algarve a Santarém, fatto che venne seguito da una acclamazione popolare in diversi luoghi del paese. Ad ogni modo, governò nel Portogallo continentale solo per 33 giorni, sin quando non venne sconfitto nella battaglia di Alcântara dall'esercito spagnolo al comando del duca d'Alba il 25 agosto. La battaglia si concluse con una decisiva vittoria degli Asburgo spagnoli, sia per mare che per terra. Due giorni dopo, il duca d'Alba conquistò Lisbona.
All'inizio del 1581, Antonio si portò in Francia e, dal momento che le armate di Filippo non avevano ancora occupato le Azzorre, salpò verso quelle isole con diversi avventurieri francesi guidati da Filippo Strozzi, un fiorentino esiliato al servizio della Francia, ma venne sconfitto dalla flotta spagnola al comando di don Álvaro de Bazán, I marchese di Santa Cruz nella Battaglia di Ponta Delgada al largo dell'isola di Terceira il 26 luglio 1582 ed al largo dell'isola di São Miguel il 27 luglio di quello stesso anno. Il regno di Antonio dall'isola di Terceira ebbe fine nel 1583.

## Conseguenze
La vittoria degli spagnoli portò ad una rapida conquista del Portogallo da parte della Spagna nonché alla conquista delle Azzorre, completando così l'unione degli imperi portoghese e spagnolo. Re Filippo II di Spagna venne riconosciuto come re Filippo I del Portogallo e dell'Algarve dalle cortes di Tomar (1581). Antonio accompagnò nel 1589 la spedizione condotta dell'Armada inglese al comando di sir Francis Drake e sir John Norreys nell'ambito della guerra anglo-spagnola e diretta verso le coste della Spagna e del Portogallo. Giunta davanti a Lisbona la spedizione non ottenne risultati concreti e non ricevette l'appoggio sperato dalla popolazione portoghese. La Spagna ed il Portogallo rimarranno in unione personale delle due corone (rimanendo formalmente indipendenti ed autonome come amministrazioni) per i successivi 60 anni sino al 1640. Questo periodo viene storicamente definito Unione Iberica.